# 変形性膝関節症
変形性膝関節症（へんけいせい しつかんせつしょう、へんけいせい ひざかんせつしょう、英: osteoarthritis）は、筋力低下、加齢、肥満などのきっかけにより膝関節の機能が低下して、膝軟骨や半月板のかみ合わせが緩んだり変形や断裂を起こし、多くが炎症による関節液の過剰滞留があり、痛みを伴う病気である。
膝関節のクッションの役目を果たす膝軟骨や半月板が長期間に少しずつすり減り変形することで起こるもの（一次性）と、関節リウマチや膝のケガなどの他の原因によって引き起こされるもの（二次性）の2種類がある。
四足歩行の動物の場合は膝の語を抜いた「変形性関節症」と呼び、ペットの長寿命化に伴い、ネコやイヌでも起こることが広く知られるようになっている  。

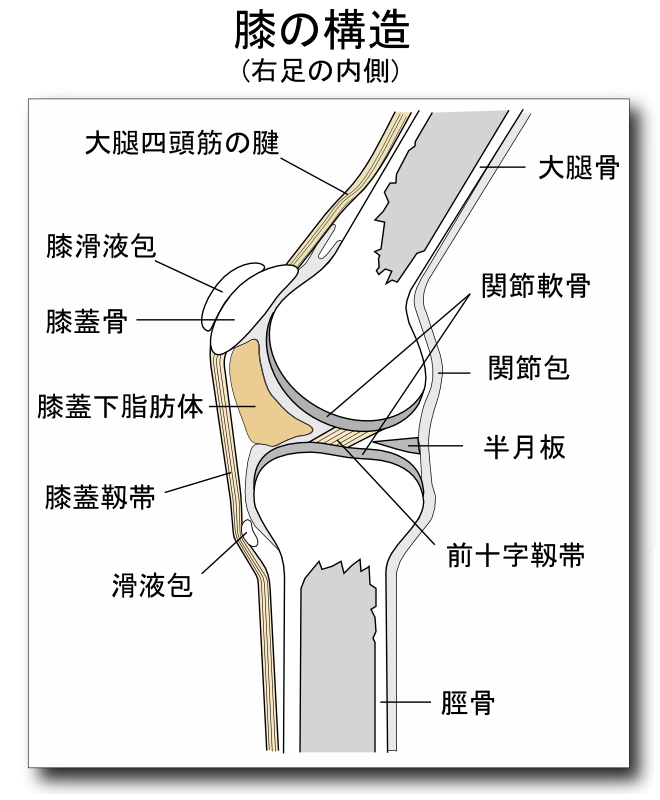
膝の内部構造（右内側概略図）

## 概要
日本国内に限っても患者数は約700万人というありふれた疾患であり、年だからとあきらめたり、我慢しているケースが多いのもこの病気の特徴で、行動が制限されがちになるため、適切なケアが望まれる。
通常、膝関節の表面は軟骨で覆われており、この軟骨と膝関節間隙を囲うように存在する半月板とが外的衝撃を和らげ、関節の動きを滑らかにする働きをしている。また、ヒアルロン酸を含み関節間を満たした関節液が潤滑と栄養補給の役割を果たしている。靱帯は関節の骨と骨をつないで安定化させている。初期には関節軟骨のみが障害を受ける場合が多く、やがて障害範囲が関節軟骨の磨耗、半月板の断裂、靱帯の障害などを含んだものへと進行することによって、関節炎が起こり、過剰な関節液が溜まる「膝関節水症」を引き起こす。
症状は人によって差異が見られるが、一般的には初期段階で、階段の昇降時や歩き始めに痛んだり、正座やしゃがむ姿勢がつらくなる。病気の進行とともに、起床時の膝のこわばりや、関節が炎症を起こす、「水がたまる」と表現される膝関節液の過剰滞留などの症状が出やすくなる。さらに進行すると、大腿骨と脛骨が直接こすれることで激しい痛みが生じ、やがて歩行困難となる。
40歳以上の男女の6割が罹患しているというデータもある。また、どの年代でも女性が男性に比べて1.5-2倍多く、高齢者では男性の4倍といわれている。O脚の関連も指摘されている。加齢とともに発症しやすく、中高年の女性に多くみられる。

## 診断
問診、視診、触診、関節液検査、X線検査、血液検査などにより判断する。MRIではさらに詳しい診断が可能である。
問診、視診、触診は他の疾病での診察時と同様に重要であるが、特に関節液検査とX線検査は変形性膝関節症の診断に重要な要素となる。関節液を注射器で患部より抜き取り、正常な場合は少し黄色味を帯びたほぼ透明な色が、感染やリウマチでは濁ることがあり、変形性膝関節症ではさらに黄色味を帯びる。化膿していれば膿のようになる。粘りを調べる「指間検査法」では親指と人差し指の間に1滴を落としてその粘り具合を確認する。糸を引くほど粘れば変形性膝関節症の可能性が高まる。関節液を光にかざして浮遊する無数の脂肪滴があれば骨折があると診断できる。
X線検査は変形性膝関節症の診断にとって欠かせず、骨の形状を細かに見ることで膝の骨の状態を確認し、直接写らないが骨に付随する軟骨組織や筋肉、腱などの状態を推測する。骨の病気が疑われる場合にはCTによって骨内部のより細かな映像を撮ることもある。X線だけでは変形性膝関節症等での含む骨以外の組織の状態を画像で見られないため、詳しい診断にはMRIが活用されることが多い。
問診、視診、触診の過程では患者の姿勢を変え、足の角度を変えながら痛み等の反応や触診を行なう「外反ストレステスト」や「前方引き出しテスト」「後方引き出しテスト」といった「徒手検査」を行なうが、専門の医師でなければ危険が伴う。
血液検査によって血糖値が高ければ、糖尿病や神経障害性関節症（シャルコー関節）が疑われる。

### 膝の炎症での5つの分類
膝の炎症が疑われる症例では、変形性膝関節症を含む以下の5つの症状のいずれかに分類される。
- 変形性関節炎のグループ：変形性膝関節症を含み、膝蓋軟骨軟化症、単純性膝関節炎、ベーカー嚢腫
- 外傷性関節炎のグループ：骨折や捻挫などによる半月板損傷、靭帯断裂や離断性骨軟骨炎
- リウマチなどの関節炎のグループ：関節リウマチ、間歇性膝関節水腫症（回帰性リウマチ、偶発性関節リウマチなど）
- 病原菌性関節炎のグループ：結核や梅毒、化膿菌などによる炎症
- 代謝性関節炎のグループ：痛風、偽痛風（関節軟骨石灰化症）

## 治療
保存療法と手術療法の2つの方法がある。薬物投与、装具装着、リハビリテーションなどの保存療法で効果がない場合は、手術療法が選択される。
この疾患は生活習慣が起因する場合が多く、適度な運動や食生活の見直し、減量などが効果がある。同時に筋力を維持し、膝への負担を減らすことも効果的であり、それだけで罹患を減少させたり、進行を遅らせる効果がある。疾病からくる制約による行動範囲の狭まりなどに起因するうつ、痴呆等の精神疾患を誘発することもあり注意が必要となる。
手術療法としては、関節鏡と呼ばれる太さ4mmほどの棒状器具等を6mm程度切開した2-3箇所の穴から膝内部に入れて行う手術や、膝関節の骨そのものを人工関節に置き換える人工膝関節置換術、脛骨をくさび形に切り、人工骨を埋め込んでプレートで固定する骨切り術といったものがある。前者で0-1日ほど、後者で1ヶ月ほどの入院が必要となる。前者では膝の手術そのものは小規模であるが、腰椎麻酔を行うために10人に1人程度は脳脊椎液が腰の硬膜の注射部位から体内に漏れて脳圧が下がり激しい頭痛が起きることがある。
変形性関節症の治療法のひとつとしてヒアルロン酸の注射がある。
グルコサミンの使用では肯定・否定的結果の両方の結論が出ている（詳細はグルコサミン#健康食品を参照）。
外傷性軟骨欠損症・離断性骨軟骨炎に保険適用となっている自家培養軟骨移植術について、株式会社ジャパン・ティッシュエンジニアリングの再生医療製品である自家培養軟骨「ジャック」の二次性変形性膝関節症への適応拡大のための治験が行われている。

## 発症要因
一次性の発症要因
女性の閉経後、エストロゲンの減少が発症要因かもしれないと研究が行なわれているが明確な結論は得られていない。遺伝的な影響も研究され、遺伝的にアスポリンというタンパク質の産生能の高い人では、これが軟骨細胞の増加を抑制するために発症要因の1つとして考えられている。
1. 酷使、加齢、怪我等で半月板が自動車古タイヤのようにモロモロになり、足の衝撃が直接軟骨にかかる。
2. 酷使、加齢、半月板損傷によって衝撃が直接軟骨にかかり、軟骨が変性し破片が飛び散る
3. 飛び散った破片が神経細胞を刺激し痛みが発生する。
4. 半月板、軟骨が無くなり、衝撃が骨に伝わり、骨が変形する。骨の神経を刺激し歩くと激しい痛みが発生する。

変形性膝関節症とは、半月板、軟骨が変性劣化しクッション機能を失った時の症状である。
この病気は、最初は痛くない。それは、半月板、軟骨には神経がない為酷使し、損傷しても痛みを感じない為である。痛くなると言うことはかなり症状が進んでいると見ることができる。MRIで見ると60歳以上の高齢者では約50%に異常が見られたと言うデータがある。痛みを訴えるのはその、一部の人に限られる。
一番はっきりしていることは、膝の半月板や軟骨を酷使する運動によって発症するということである。また、O脚の人は膝の内側（ないそく）に体重が集中してかかるために内側半月板、内側軟骨に負担がかかり、発症しやすいと考えられている。
肥満は体重が膝への負担を増し、半月板、軟骨を痛める原因になる。体重が5キロ増加するごとに、変形性膝関節症の発症リスクが36%上昇するというデータも報告されている。
中高年から急にはじめる運動も発症の原因と考えられている。これは加齢によって進む、大腿四頭筋（だいたいしとうきん）の筋力低下、軟骨、半月板のクッション能力低下にもかかわ らず、若者と同じような運動をすることに起因している。
二次性の発症要因
関節リウマチや膝の外傷などが原因となることがある。中でも、前十字靭帯を断裂したことのある人はそうでない人に比べ、将来的に変形性膝関節症を発症するリスクが3.62倍になるという調査結果も示されている。これは前十字靭帯を再建する手術を受けた場合の数値であり、手術を受けず保存的に治療を行った場合、リスクは4.98倍にまで上昇する。

## 「水」とは関節液のこと
よくいわれる「水が溜まる」とは関節液や滑液とも呼ばれる体液が関節内外で過剰に分泌されて溜まったもののことで、これは異常を起こした部位の炎症を防ごうとするヒトの体が行なう防御反応の1つであり、それ自身は症状ではあっても病気ではない。もともと適正な量の関節液が関節包内にあって、軟骨の修復や関節の潤滑の助けとなっている。
関節包の後方に穴が開いて関節液が膝裏に溜まったものを膝窩嚢腫（ベーカー嚢腫）と呼ぶ。関節包に穴が開かなくても、過剰な関節液が関節包を膨らませて関節前方に腫れるものが関節周囲炎や関節関節包炎と呼ばれるものになる。
日本では「関節に溜まった水を抜くと癖になるので良くない」と言う患者もいるが、迷信や思い込みであり、関節液の過度の滞留は患者の痛みとなっても体の自然治癒を助けることにはならず、注射前に十分に患部の殺菌処置を行なう必要があるが、注射器で何度も「水」を抜いても「癖になる」訳ではなく、抜く抜かないに関わらず炎症が続けば「水」は溜まり続ける。

## 推定患者数
日本では、厚生省の大臣官房統計情報部が行なった国民生活基盤調査では患者数が約700万人と推定されている。2005年の東京大学の関節疾患総合研究講座の吉村典子教授らが板橋区と和歌山の日高川町の住人の合わせて約2,200人を対象に行なったX線撮影を含む調査では50歳以上の女性で74.6%、男性で53.5%が変形性膝関節症の患者であるとされた。